# Apocheiridium rossicum
Espèce
Synonymes
- Apocheiridium nepalense Ćurčić, 1980

Apocheiridium rossicum est une espèce de pseudoscorpions de la famille des Cheiridiidae.

## Distribution
Cette espèce se rencontre en Estonie, en Finlande, en Russie, au Kirghizistan et au Népal.

## Étymologie
Son nom d'espèce lui a été donné en référence au lieu de sa découverte, la Russie.

## Publication originale
- Redikorzev, 1935 : Apocheiridium rossicum sp. n. Compte Rendu de l'Académie des Sciences de l'U.R.S.S., n.s., vol. 1, p. 184-186.